# 埃爾卡皮坦 (亞利桑那州)
埃爾卡皮坦（英語：El Capitan）是位於美國亞利桑那州希拉縣的一個人口普查指定地區。根據2010年美國人口普查，該地共人口500人，而該地的面積約為15.75平方千米。

## 地理
埃爾卡皮坦的座標為34°14′18″N 110°47′00″W / 34.23833°N 110.78333°W，而該地最高點為海拔高度1452米（即4754英尺）。